# China (kommun)
China är en kommun i Mexiko.   Den ligger i delstaten Nuevo León, i den centrala delen av landet, 700 km norr om huvudstaden Mexico City.
Följande samhällen finns i China:
- China
- La Barreta
- Francisco I. Madero